# Вайлдвуд (округ Бастроп, Техас)
Вайлдвуд (англ. Wyldwood) — переписна місцевість (CDP) в США, в окрузі Бастроп штату Техас. Населення — 3694 особи (2020).

## Географія
Вайлдвуд розташований за координатами 30°7′50″ пн. ш. 97°28′46″ зх. д. / 30.13056° пн. ш. 97.47944° зх. д. (30.130626, -97.479445). За даними Бюро перепису населення США в 2010 році переписна місцевість мала площу 31,35 км², з яких 31,16 км² — суходіл та 0,18 км² — водойми.

## Демографія
Згідно з переписом 2010 року, у переписній місцевості мешкало 2505 осіб у 962 домогосподарствах у складі 648 родин. Густота населення становила 80 осіб/км².  Було 1055 помешкань (34/км²). 
Расовий склад населення:
| - 76,1 % — білих - 5,4 % — чорних або афроамериканців - 1,3 % — корінних американців - 1,0 % — азіатів - 0,1 % — вихідців з тихоокеанських островів - 12,2 % — осіб інших рас |

До двох чи більше рас належало 4,0 %. Іспаномовні становили 27,5 % усіх жителів.
За віковим діапазоном населення розподілялося таким чином: 23,4 % — особи молодші 18 років, 64,5 % — особи у віці 18—64 років, 12,1 % — особи у віці 65 років та старші. Медіана віку мешканця становила 42,7 року. На 100 осіб жіночої статі у переписній місцевості припадало 102,3 чоловіків; на 100 жінок у віці від 18 років та старших — 102,0 чоловіків також старших 18 років.
Середній дохід на одне домашнє господарство становив 77 588 доларів США (медіана — 63 825), а середній дохід на одну сім'ю — 89 067 доларів (медіана — 71 012). Медіана доходів становила 45 712 доларів для чоловіків та 35 903 долари для жінок. За межею бідності перебувало 7,2 % осіб, у тому числі 6,1 % дітей у віці до 18 років та 0,0 % осіб у віці 65 років та старших.
Цивільне працевлаштоване населення становило 1503 особи. Основні галузі зайнятості: роздрібна торгівля — 20,2 %, освіта, охорона здоров'я та соціальна допомога — 18,6 %, будівництво — 15,4 %.